# Alofiön

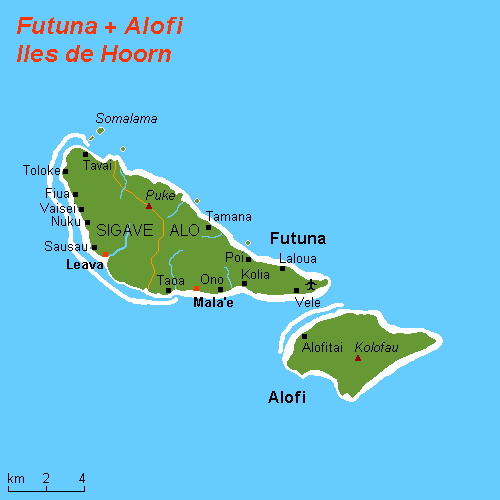
karta över Alofi

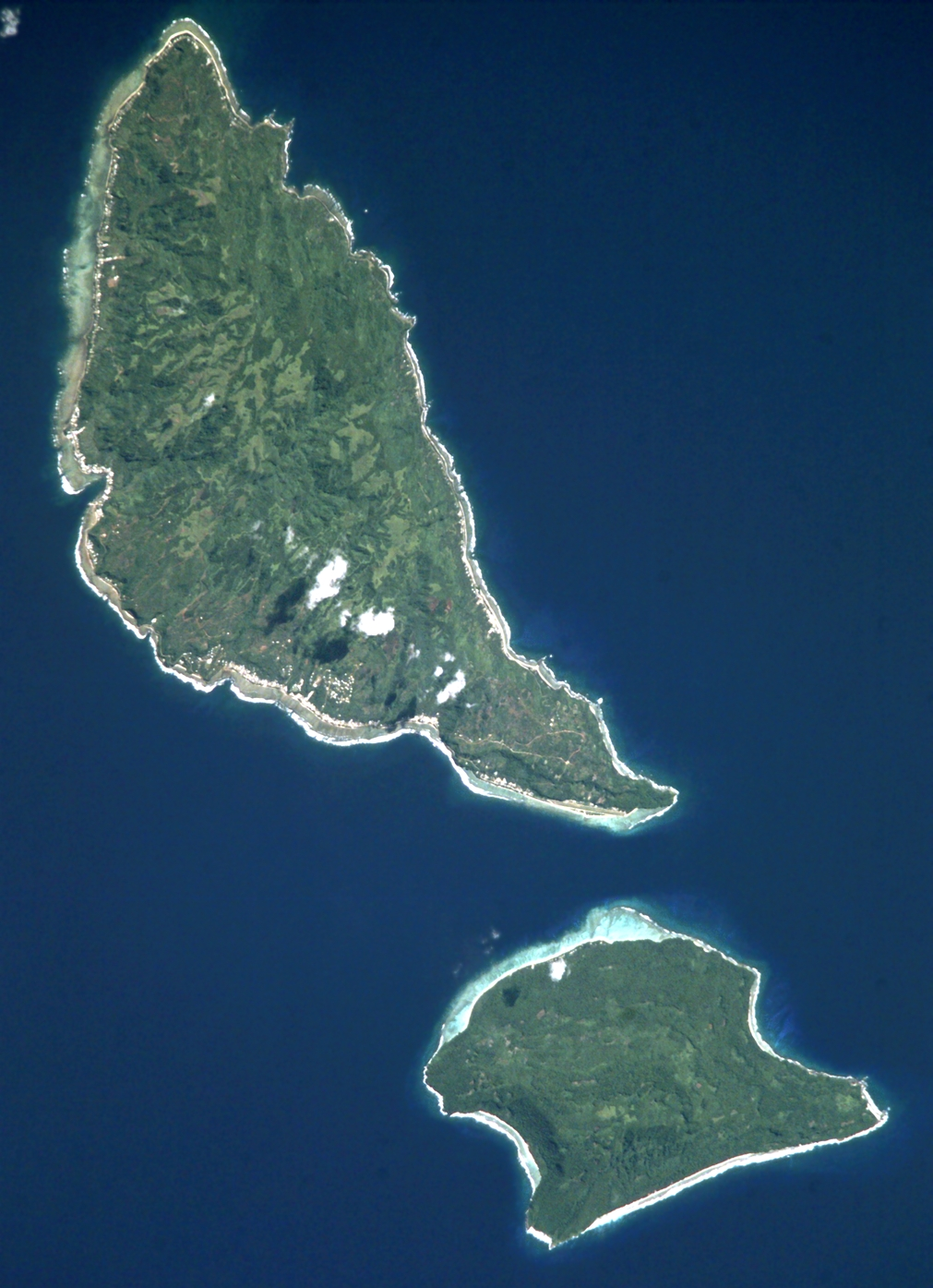
bild över Alofi (längst ned)

Alofi, eller Tu`a, (franska: île Alofi) är en ö i Wallis- och Futunaöarna i Stilla havet.

## Geografi
Alofi är den minsta huvudön i ögruppen och ligger cirka 2 kilometer sydöst om Futuna.
Ön har en yta på cirka 19 km² och cirka 12 invånare som alla lever i huvudorten och enda kvarvarande staden Alofitai på öns västra del.
Många Futunabor har odlingar på Alofi som de regelbundet ser till på helgerna.
Högsta höjden är den utslocknade vulkanen Mont Kolofau med cirka 366 meter över havet och ön omges delvis av ett rev.
Tillsammans med Futuna-ön utgör de området Hoornöarna.

## Historia
Alofi beboddes troligen av polynesier redan på 1000-talet f.Kr. och var del i det tonganska imperiet tillsammans med Futuna och Wallisön.
Ön tillhör kungadömet Alo, eller Tu`a, på Futuna som grundades cirka 1565. 
Alofi upptäcktes tillsammans med Futuna den 26 april 1616 av nederländske Jacob Le Maire och Willem Corneliszoon Schouten. 
Legenden säger att Alofis befolkning blev uppäten av kannibaler från Futuna i början på 1800-talet.
Den 16 februari 1888 blev Alofi tillsammans med Futuna ett franskt protektorat efter att kungarna över Sigave och Alo undertecknade avtalet.
Den 5 mars 1888 skapades protektoratet Wallis et Futuna där även Alofi ingick.